# Sumaco
Le Sumaco est un volcan d'Équateur, situé à la frontière des provinces de Napo et d'Orellana. 
Plusieurs rivières prennent leur source sur le Sumaco, qui n'est proche d'aucune zone habitée ni d'aucune route carrossable. 
Son ascension est difficile à cause de l'épaisse végétation et des difficultés d'orientation, et nécessite un trek d'une semaine. 

## Environnement
Situé dans le parc national Sumaco Napo-Galeras, le volcan abrite une faune et une flore variées, dont des ours à lunettes, des pumas et des jaguars.